# 瞳ケイ
瞳 ケイ（ひとみ けい、1983年11月26日 - ）は、日本のAV女優。
東京都出身。身長：172cm 、スリーサイズ：B92・W61・H94、Hカップ。

## 略歴
2005年に『新人×ギリモザ ナンバーワンスタイル』でAVデビュー。

## 作品

### アダルトビデオ
- 新人×ギリモザ ナンバーワンスタイル（2005年4月11日、エスワン）
- ギリモザ 挑発セクシーダイナマイト！（2005年5月7日、エスワン）
- ギリギリモザイク 昼、淫乱OL。夜、痴女講師。（2005年6月7日、エスワン）
- ギリギリモザイク W痴女病棟（2005年7月7日、エスワン）共演：あおりんご
- ギリギリモザイク 美脚美女のイキまくりセックス（2005年8月7日、エスワン）
- 超絶品BODY（2005年10月1日、MOODYZ）
- ボクだけのソーププレイごっこ（2005年11月1日、MOODYZ）
- 爆乳派遣OL ～特命パイズリ痴女の社内再生プロジェクト～（2005年12月1日、MOODYZ）
- S1ガールズコレクション ウブなセックスたっぷり見せちゃうぞ♥（2005年12月19日、エスワン）
- 爆乳とザーメン（2006年1月1日、MOODYZ）
- Hカップ92cm巨乳パイズリ（2006年2月1日、MOODYZ）
- パイズリ 13人3時間（2006年2月13日、MOODYZ）
- S1ガールズコレクション ビッチャビチャ潮吹き大洪水22連発！（2006年2月19日、エスワン）
- 激乳ハミ出し水着（2006年3月1日、MOODYZ）
- MODEL STYLE CLUB ～極上セックス モデル系2～（2006年4月13日、MOODYZ
- S1ガールズコレクション 美巨乳ボインボイン4時間（2006年4月19日、エスワン）
- アナル舐め 12人4時間（2006年7月1日、MOODYZ）
- 巨乳ハミ出し水着BEST3時間（2006年8月1日、MOODYZ）
- お掃除フェラ 3時間（2006年8月1日、MOODYZ）
- ぶっかけ 4時間（2006年10月1日、MOODYZ）
- MOODYZ SEX BEST 4時間（2007年1月1日、MOODYZ）
- 超絶品ボディ4時間（2007年1月13日、MOODYZ）
- MOODYZ SEX BEST 4時間（2007年3月1日、MOODYZ）
- MOODYZ SEX BEST 4時間（2007年4月1日、MOODYZ）
- ハイパーデジタルモザイク パイズリ4時間（2007年8月13日、MOODYZ）
- 超絶品ボディ4時間2（2007年9月13日、MOODYZ）
- ハイモザ アナル舐め4時間（2007年10月1日、MOODYZ）

| スタブアイコン | サブスタブ | この項目は、まだ閲覧者の調べものの参照としては役立たない、性風俗関係者に関連した書きかけの項目です。この項目を加筆・訂正などしてくださる協力者を求めています（P:性/PJ:性）。 |